# Birgitta Haukdal
Birgitta Haukdal, nata Birgitta Haukdal Brynjarsdóttir e spesso conosciuta solo come Birgitta (Húsavík, 28 luglio 1978), è una cantante islandese.
Nei primi anni 2000 ha fatto parte del gruppo Írafár.
Ha partecipato all'Eurovision Song Contest 2003 in rappresentanza dell'Islanda con il brano Open Your Heart.